# Alex John Banal
A.J. Banal, all'anagrafe Alex John Banal (Bukidnon, 28 dicembre 1988), è un pugile filippino.
Soprannominato "Bazooka" e "Batang Ermita", il suo cognome significa "santo" in tagalog. Nato a Bukidnon, ora risiede a Cebu City.

## Carriera
L'interesse di Banal per il pugilato è nato da suo zio Roselito Campaña, un ex pugile. Alex è così passato al professionismo l'11 giugno 2005 contro Sonny Saguing, terminando il match con un pareggio. Da lì al 2008, Banal non ha mai perso un match.
Ha conquistato la chance per il titolo IBF dei pesi superpiuma sconfiggendo l'uruguaiano Caril Herrera per KO tecnico alla 4ª ripresa il 6 aprile 2008 a Quezon City. Tuttavia, pur avendo la possibilità di diventare nuovo campione IBF, Alex ha deciso di combattere sotto un'altra federazione pugilistica.
Banal ha combattuto per il titolo WBA interim dei superpiuma il 26 luglio 2008 a Cebu City. Pur essendo in vantaggio su tutti e tre i cartellini dei giudici di gara, Banal è stato messo al tappeto dal panamense Rafael Concepción alla 10ª ripresa. Questa è stata la sua prima sconfitta da pro.
Il 31 gennaio 2008 Banal ha debuttato nei pesi gallo, sconfiggendo Nouldy Manakane al 4º round.
Il 17 maggio 2009 Bazooka ha sconfitto l'African Golden Boy Mbwana Matumla per KO alla 2ª ripresa.